# 柳永哲 (朝鲜)
柳永哲（韓語：류영철，？—）是朝鮮國家緊急防疫司令部職員，曾任职于朝鲜人民武力部，大校军衔。2005年，代表朝鲜在板門店同韩国国防部大校文圣默开展第三次军事工作会谈。